# 드롭 베어

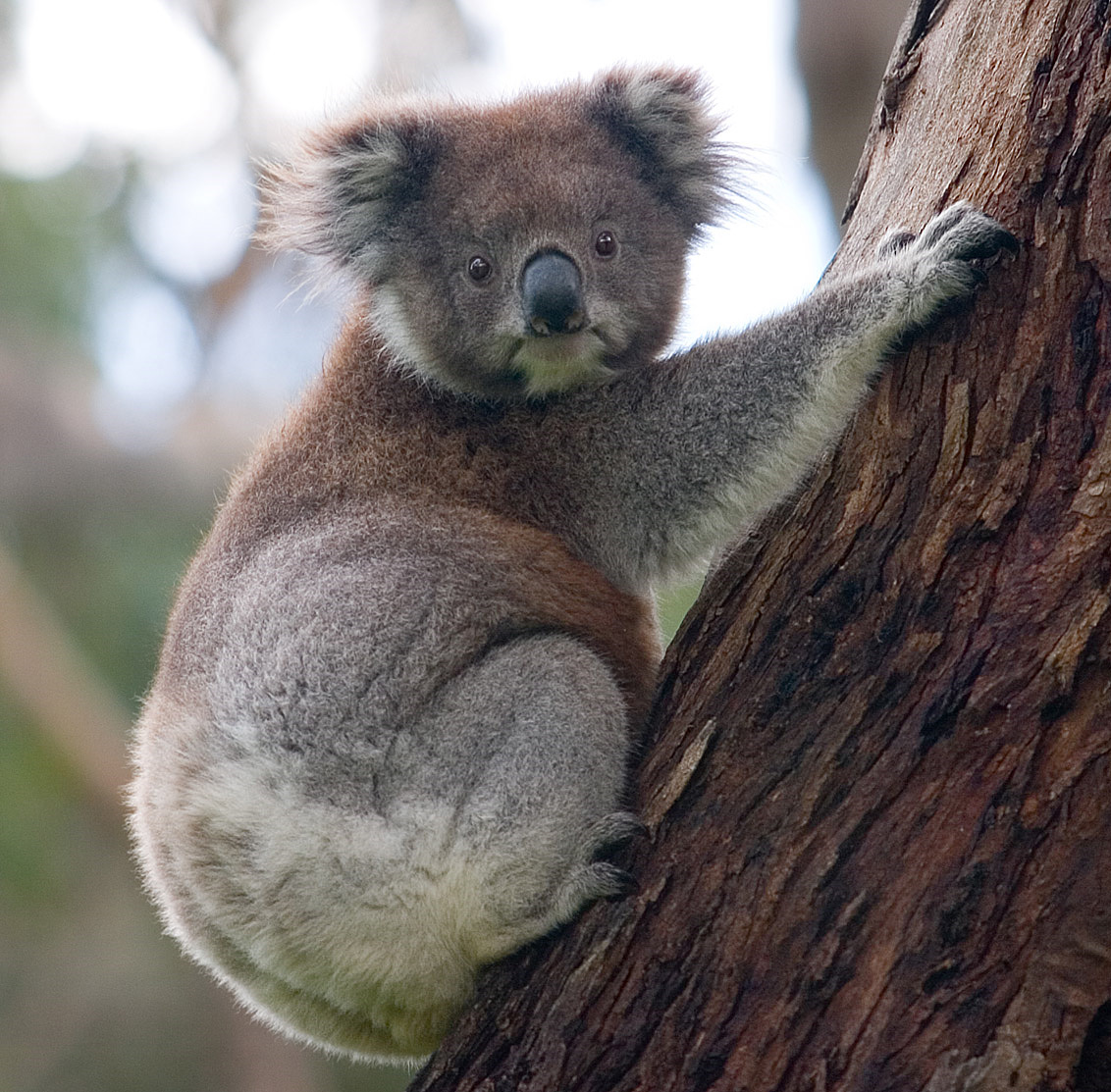
코알라(사진)는 드롭 베어 전승의 주요 영감원이다.

드롭 베어(drop bear)는 현대 오스트레일리아 민간전승에 등장하는 허구의 동물로, 코알라의 육식성 포식자 버전이다. 이 가상의 동물은 주로 관광객들을 놀라게 하기 위해 고안된 과장된 이야기에서 언급된다. 코알라가 일반적으로 온순한 초식 동물인 반면(그리고 실제로 곰이 아님에도 불구하고), 드롭 베어는 비정상적으로 크고 사나운 유대류로 묘사되며, 나무 꼭대기에 서식하면서 아래를 지나가는 사람들(또는 다른 먹잇감)을 위에서 머리 위로 떨어져 공격한다고 한다.

## 기원
드롭 베어 신화의 기원은 알려져 있지 않다. 일부에서는 폴 호건의 코미디 쇼인 《폴 호건 쇼》의 한 스케치에서 유래했다고 주장하는데, 이 스케치에서는 코알라들이 나무에서 뛰어내려 한 남자를 공격한다. 그러나 다른 이들은 이것이 어린이들을 위한 무서운 이야기로 시작되었거나, 훈련을 위해 오스트레일리아를 방문한 군인들에게 행해진 장난으로 시작되었다고 말한다.
1967년 오스트레일리아 육군 신문인 《아미》(Army)의 한 기사에서 "두려운 드롭 베어"에 대해 언급하고 있으며, 1976년 한 군사기지에 관한 기사에서는 "그곳에서 유래되었다고 하는 드롭 베어와 후프 스네이크에 대한 전설과 이야기들"을 언급하고 있다. 다른 초기 인쇄물 등장으로는 1978년 《로열 오스트레일리안 네이비 뉴스》(Royal Australian Navy News) 기사와 1982년 《캔버라 타임스》(Canberra Times)의 분류광고가 있다.

## 이야기와 과장된 전설
드롭 베어에 대한 이야기는 일반적으로 북미의 재카로프와 같은 "두려운 동물"들과 유사하게, 외부인들을 놀라게 하고 혼란스럽게 만들면서 현지인들을 즐겁게 하기 위한 내부 농담으로 사용된다. 이러한 이야기의 주요 대상은 관광객들이다. 이 이야기들은 종종 청자에게 드롭 베어의 공격을 막기 위한 다양한 전술을 조언하는 것과 함께 전해지는데, 이는 머리에 포크를 꽂거나, 귀 뒤나 겨드랑이에 베지마이트나 치약을 바르거나, 자신의 몸에 소변을 누거나, 오스트레일리아 억양으로만 영어를 말하는 것 등을 포함한다.

## 대중화
오스트레일리안 박물관의 웹사이트에는 다른 실제 종들의 항목과 유사한 진지한 어조로 작성된 드롭 베어에 대한 항목이 포함되어 있다. 이 항목은 드롭 베어를 틸라르크토스 플루메투스(Thylarctos plummetus)로 분류하고 "코알라와 관련된 큰 나무 서식 포식성 유대류"로 설명하며, 표범 크기에 거칠고 주황색인 털과 어두운 얼룩무늬를 가지고 있고, 나무를 오르고 먹잇감을 공격하기 위한 강력한 앞발을 가졌으며, 송곳니 대신 넓고 강력한 앞어금니를 이용해 물어뜯는다고 설명한다. 구체적으로 그들의 무게는 120kg이고 길이는 130cm라고 명시하고 있다. 이 유머러스한 항목은 "실리 시즌"을 위해 만들어졌다. 오스트레일리안 박물관은 또한 박물관 내에 작은 전시물을 설치하여 "실제 드롭 베어와 관련이 있을 수도, 없을 수도 있는" 유물들을 전시했다.
《오스트레일리안 지오그래픽》(Australian Geographic)은 2013년 4월 1일(만우절)에 웹사이트에 기사를 게재했는데, 이는 연구자들이 드롭 베어가 오스트레일리아 억양을 가진 사람들보다 관광객들을 더 자주 공격한다는 것을 발견했다고 주장하는 내용이었다. 이 기사는 2012년 《오스트레일리안 지오그래퍼》(Australian Geographer)에 발표된 논문을 바탕으로 했으며, 여러 곳에서 오스트레일리안 박물관의 드롭 베어 항목을 참조했음에도 불구하고, 《오스트레일리안 지오그래픽》 기사에 포함된 이미지들은 《오스트레일리안 지오그래퍼》에서 가져온 것으로 오스트레일리안 박물관의 종 설명과 일치하지 않았다.
드롭 베어 사기는 북극곰을 이용한 번다버그 럼 광고에서 유머러스하게 언급되었다.
테리 프래쳇의 디스크월드 소설 《The Last Continent》에서, 드롭 베어는 오스트레일리아를 패러디한 대륙인 포어크스에 서식한다. 이 버전의 드롭 베어 이야기에서는 동물들이 떨어질 때의 충격을 완화하기 위해 잘 패딩된 뒷부분을 가지고 있다고 묘사한다.
오스트레일리아인 크리스 톰스와 뉴질랜드 음악가 조니 배철러는 1981년 "더 드롭 베어스"(The Dropbears)라는 이름의 밴드를 결성했다.